# William Roscoe
William Roscoe (ur. 8 marca 1753 w Liverpoolu, zm. 30 czerwca 1831 tamże) – brytyjski pisarz, historyk i botanik.
Roscoe był pionierem w badaniu kultury włoskiej w Anglii, opublikował m.in. The life of Lorenzo de’ Medici called the Magnificent (1795) i The Life and Pontificate of Leo the Tenth (1805).
W latach 1806–1807 był członkiem parlamentu brytyjskiego.
Należał do Linnean Society of London. W 1800 powołał komitet do założenia ogrodu botanicznego w Liverpoolu.
W 1804 James Edward Smith na cześć Williama Roscoe nadaje nazwę roślinie z rodziny Zingiberaceae – Roscoea.